# 7162 Sidwell
7162 Sidwell è un asteroide della fascia principale. Scoperto nel 1982, presenta un'orbita caratterizzata da un semiasse maggiore pari a 2,3433998 UA e da un'eccentricità di 0,1375455, inclinata di 5,73904° rispetto all'eclittica.